# Legacy of Brutality
Legacy of Brutality es el primer álbum recopilatorio de la banda estadounidense The Misfits, publicado en septiembre de 1985. En el álbum fueron emitidas por primera vez varias de las canciones de las sesiones para el álbum de estudio Static Age (publicado en su totalidad en 1997) y, además, es junto al box set el único disco del grupo que incluye American Nightmare y Who Killed Marilyn?

## Listado de temas
Todas las canciones fueron escritas y compuestas por Glenn Danzig.
1. "Static Age" - 1:47
2. "T.V. Casualty" - 2:34
3. "Hybrid Moments" - 1:39
4. "Spinal Remains" - 1:24
5. "Come Back" - 5:00
6. "Some Kinda Hate" - 2:08
7. "Theme for a Jackal" - 2:37
8. "Angelfuck" - 1:34
9. "Who Killed Marilyn?" - 1:56
10. "Where Eagles Dare" - 1:58
11. "She" - 1:22
12. "Halloween" - 1:46
13. "American Nightmare" - 1:42

## Personal
- Glenn Danzig - voz en todos los temas y guitarra y bajo en #9
- Franché Coma - guitarra
- Bobby Steele - guitarra en #9, #10, #12 y #13
- Paul Doyle - guitarra en #10
- Jerry Only - bajo
- Mr. Jim - batería
- Joey Image - batería en #10
- Arthur Googy - batería en #9, #12 y #13

- Datos: Q927872